# Бельмон, Шарль
Шарль Бельмо́н (фр. Charles Belmont, 24 января 1936, Курбевуа, Иль-де-Франс, Франция — 15 мая 2011, Париж, Франция) — французский актёр, режиссёр и сценарист.

## Биография
Родился 24 января 1936 года во французской коммуне Курбевуа региона Иль-де-Франс.
Дебютировал в фильме Клода Шаброля «Милашки» (1960), в столь эпизодической роли, что она не была указана в титрах. Снялся с 1960 года по 1968 год в 10 фильмах и сериалах. На счету Бельмона также шесть режиссёрских работ.
Шарль Бельмон скончался 15 мая 2011 года на 76-м году жизни в Париже, покончив с собой.

## Фильмография

### Актёр
- 1960 — Милашки — не указан в титрах
- 1961 — Ухажёры — Артур
- 1961 — Новые аристократы — Денис Прюль-Руссо
- 1961 — Демоны ночи — Клод
- 1962 — Четыре дня Неаполя — Сайлор
- 1963 — Девственницы — Франсуа
- 1963 — Человек с белой шеей (короткометражка)
- 1964 — Ник Картер сломает всё — Брюно
- 1964 — Алмазы Палиноса — Жером Понс (телесериал)
- 1968 — Муше (телефильм)

### Режиссёр
- 1968 — Пена дней
- 1971 — Рак
- 1974 — Histoires d'A
- 1977 — Для Клеманс
- 1997 — Тихоокеанские посредники
- 2006 — Кто из нас двоих

### Сценарист
- 1968 — Пена дней
- 1971 — Рак
- 1977 — Для Клеманс
- 1997 — Тихоокеанские посредники
- 2006 — Кто из нас двоих

## Награды и номинации
| Год                             | Премия      | Фильм     | Результат |
| ------------------------------- | ----------- | --------- | --------- |
| 29-й Венецианский кинофестиваль |             |           |           |
| 1968                            | Золотой лев | Пена дней | Номинация |